# Big Bear

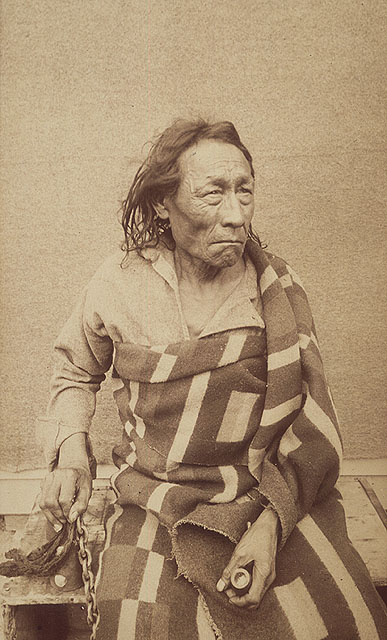
Big Bear (zdjęcie O.B. Buella z 1885 roku)

Big Bear w jęz. kri Mistahimaskwa – Wielki Niedźwiedź (ur. ok. 1825, zm. 17 stycznia 1888) – wódz północnoamerykańskich Indian Kri i Odżibwejów, który w latach 70. XIX w. odmówił podpisania traktatu nr 6 z rządem Kanady, uważając go za krzywdzący dla Indian i sprzyjający białym osadnikom, a następnie – mimo generalnie pokojowego stosunku do białych – wziął udział w buncie kanadyjskich Metysów w 1885 roku.

## Życiorys
Big Bear, dążąc do zjednoczenia różnych grup Indian Kri i utworzenia tubylczego terytorium w centralnej Kanadzie, namawiał innych wodzów, by – jeśli już muszą – osiedlali się w sąsiadujących ze sobą rezerwatach. Zabiegając o jak najszersze poparcie dla swego planu, nawiązał kontakty nawet z wodzem wrogiego Indianom Kri plemienia Blackfoot – Crowfootem. Warunki traktatu nr 6 i rządową pomoc zgodził się przyjąć dopiero po kilku latach, gdy postęp osadnictwa białych i niemal całkowita zagłada bizonów uniemożliwiły Indianom kanadyjskich prerii dotychczasowy styl życia i utrzymywanie się z polowań, doprowadzając Kri niemal na skraj śmierci głodowej.
Wspólnie z innym wodzem Kri, Poundmakerem, usiłował wynegocjować od władz Kanady możliwie dużą pomoc i korzystne warunki życia dla swego ludu, lecz efekty jego wysiłków były niewielkie. Uważany przez młodszych wojowników za zbyt ugodowego wobec białych, z czasem utracił część swego autorytetu i poparcia w plemieniu. Część jego grupy wzięła udział w zignorowanym przez większość Indian buncie Metysów w 1885 roku (zabijając m.in. kilku białych w starciu nad Frog Lake). Chociaż wódz osobiście starał się powstrzymać swoich wojowników od zabijania, to po upadku powstania został oskarżony o zdradę i aresztowany. Uznany za winnego masakry nad Frog Lake i spalenia Fort Pitt, został skazany na 3 lata więzienia. Zwolniony po dwóch latach z uwagi na zły stan zdrowia, zamieszkał w rezerwacie Little Pine. Zmarł krótko potem, odmawiając ponoć przyjęcia od białych pomocy lekarskiej.
25 lipca 1973 tablicę pamiątkową ku czci tego znanego i szanowanego do dziś w Kanadzie wodza odsłonięto w Fort Pitt, w Saskatchewan.